# Василий IV
Василий IV Иванович Шуйски (на руски: Василий IV Иванович Шуйский) е цар на Русия от 1606 до 1610 г. Потомък на великия княз Димтрий III Суздалски, той е последният руски владетел от династията Рюриковичи.

## Биография
Заедно със своя брат Дмитрий Шуйски, Василий е сред най-влиятелните боляри при управлението на Фьодор I и Борис Годунов. Умел в дворцовите интриги, той успява да надживее четирима царе в размирното Смутно време и след като изиграва важна роля при свалянето на Лъже-Дмитрий I, самият той става цар на 19 май 1606 г. Управлението му продължава до 19 юли 1610 г., но през този период страната е в състояние на анархия, като той не успява да установи контрол върху големи части от нея. Дори в столицата Москва той няма голяма власт и е принуден да се съобразява с останалите боляри.
По време на няколкото години, в които управлява, Василий Шуйски трябва да се бори с различни армии на въстанали селяни, казаци и войски на Жечпосполита. Сред техните ръководители са селянинът Иван Болотников, казашкият водач Прокопи Ляпунов, нов самозванец, наречен Лъже-Дмитрий II, полският хетман Станислав Жолкевски и други. Техните нападения са отблъснати с усилията на неговия племенник Михаил Скопин-Шуйски, но след появата на слухове, че той може да заеме трона, Скопин-Шуйски е отровен.
През 1610 г. полският престолонаследник Владислав е признат от част от болярите за руски цар. Когато войските на Жечпосполита наближават Москва, местните боляри свалят Василий Шуйски и той е отведен в Полша, където умира през 1612 г.